# Evropská silnice E21
Evropská silnice E21 je evropskou silnicí 1. třídy. Začíná ve francouzských Métách a končí ve švýcarské Ženevě. Celá trasa měří 458 kilometrů. E21 cestou protíná několik dalších evropských silnic jako E23, E25, E50, E62, E411, E712.

## Trasa
- Francie
  - Mety – Nancy – Toul – Dijon – Beaune – Chalon-sur-Saône – Mâcon – Bourg-en-Bresse – Pont-d'Ain

- Švýcarsko
  - Ženeva

## Galerie

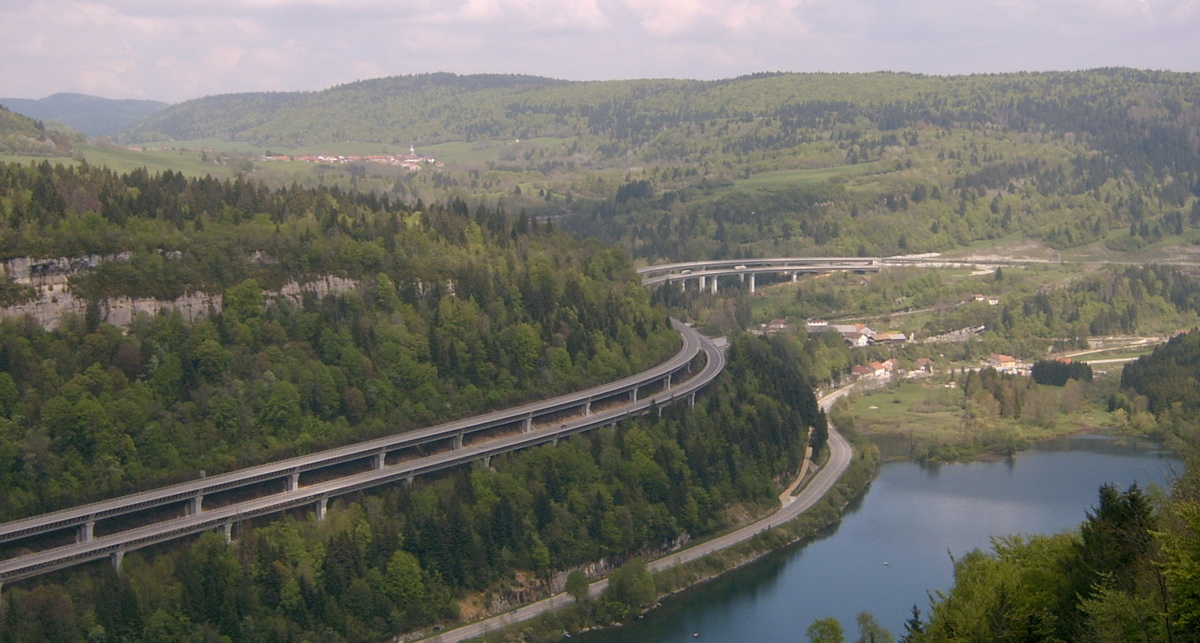
E21 ve Francii